# Кольбато
Кольбато́ (кат. Collbató, вимова літературною каталанською ['kɔʎbə'to]) - муніципалітет, розташований в Автономній області Каталонія, в Іспанії. Код муніципалітету за номенклатурою Інституту статистики Каталонії - 80692. Знаходиться у районі (кумарці) Баш-Любрагат (коди району - 11 та BT) провінції Барселона, згідно з новою адміністративною реформою перебуватиме у складі баґарії (округи) Барселона. 

## Населення
Населення міста (у 2007 р.) становить 3.780 осіб (з них менше 14 років - 21%, від 15 до 64 - 70,1%, понад 65 років - 8,9%). У 2006 р. народжуваність склала 67 осіб, смертність - 23 особи, зареєстровано 15 шлюбів. У 2001 р. активне населення становило 1.287 осіб, з них безробітних - 120 осіб.

Серед осіб, які проживали на території міста у 2001 р., 1.791 народилися в Каталонії (з них 471 особа у тому самому районі, або кумарці), 513 осіб приїхало з інших областей Іспанії, а 125 осіб приїхало з-за кордону. 

Вищу освіту має 15,9% усього населення. 

У 2001 р. нараховувалося 925 домогосподарств (з них 23,7% складалися з однієї особи, 27,5% з двох осіб,22,7% з 3 осіб, 17,8% з 4 осіб, 6,1% з 5 осіб, 1,8% з 6 осіб, 0,3% з 7 осіб, 0% з 8 осіб і 0,1% з 9 і більше осіб).

Активне населення міста у 2001 р. працювало у таких сферах діяльності : у сільському господарстві - 0,3%, у промисловості - 28,4%, на будівництві - 11,7% і у сфері обслуговування - 59,5%. 

 У муніципалітеті або у власному районі (кумарці) працює 563 особи, поза районом - 843 особи.

### Безробіття
У 2007 р. нараховувалося 113 безробітних (у 2006 р. - 112 безробітних), з них чоловіки становили 42,5%, а жінки - 57,5%.

## Економіка

### Підприємства міста

#### Промислові підприємства
| \| Промислові підприємства міста, за сферою діяльності \| Промислові підприємства міста, за сферою діяльності \| Промислові підприємства міста, за сферою діяльності \| \| Рік \| 2002 р. \| 2001 р. \| \| --------------------------------------------------- \| --------------------------------------------------- \| --------------------------------------------------- \| \| Енергетичні та водні ресурси \| 7,1% \| 7,7% \| \| Хімія та метали \| 7,1% \| 7,7% \| \| Переробка металів \| 28,6% \| 38,5% \| \| Продукти харчування \| 0% \| 0% \| \| Текстиль \| 14,3% \| 15,4% \| \| Виробництво меблів, видання \| 14,3% \| 23,1% \| \| Інше \| 28,6% \| 7,7% \| \| Усього підприємств \| 14 \| 13 \| |         |         |
| Промислові підприємства міста, за сферою діяльності |         |         |
| Рік | 2002 р. | 2001 р. |
| Енергетичні та водні ресурси | 7,1%    | 7,7%    |
| Хімія та метали | 7,1%    | 7,7%    |
| Переробка металів | 28,6%   | 38,5%   |
| Продукти харчування | 0%      | 0%      |
| Текстиль | 14,3%   | 15,4%   |
| Виробництво меблів, видання | 14,3%   | 23,1%   |
| Інше | 28,6%   | 7,7%    |
| Усього підприємств | 14      | 13      |

#### Роздрібна торгівля
| \| Підприємства роздрібної торгівлі міста, за сферою діяльності \| Підприємства роздрібної торгівлі міста, за сферою діяльності \| Підприємства роздрібної торгівлі міста, за сферою діяльності \| \| Рік \| 2002 р. \| 2001 р. \| \| ------------------------------------------------------------ \| ------------------------------------------------------------ \| ------------------------------------------------------------ \| \| Продукти харчування \| 18,2% \| 29,2% \| \| Одяг та взуття \| 18,2% \| 25% \| \| Товари для дому \| 4,5% \| 4,2% \| \| Книги та періодичні видання \| 4,5% \| 4,2% \| \| Промислова хімічна продукція \| 18,2% \| 12,5% \| \| Продукція, пов'язана з транспортними засобами \| 0% \| 0% \| \| Інше \| 36,4% \| 25% \| \| Усього підприємств \| 22 \| 24 \| |         |         |
| Підприємства роздрібної торгівлі міста, за сферою діяльності |         |         |
| Рік | 2002 р. | 2001 р. |
| Продукти харчування | 18,2%   | 29,2%   |
| Одяг та взуття | 18,2%   | 25%     |
| Товари для дому | 4,5%    | 4,2%    |
| Книги та періодичні видання | 4,5%    | 4,2%    |
| Промислова хімічна продукція | 18,2%   | 12,5%   |
| Продукція, пов'язана з транспортними засобами | 0%      | 0%      |
| Інше | 36,4%   | 25%     |
| Усього підприємств | 22      | 24      |

#### Сфера послуг
| \| Підприємства міста, що працюють у сфері послуг, за діяльністю \| Підприємства міста, що працюють у сфері послуг, за діяльністю \| Підприємства міста, що працюють у сфері послуг, за діяльністю \| \| Рік \| 2002 р. \| 2001 р. \| \| ------------------------------------------------------------- \| ------------------------------------------------------------- \| ------------------------------------------------------------- \| \| Гуртова торгівля \| 8,9% \| 6,1% \| \| Готелі та готельний бізнес \| 14,9% \| 19,5% \| \| Транспорт та зв'язок \| 19,8% \| 20,7% \| \| Посередницькі фінансові послуги \| 2% \| 2,4% \| \| Послуги підприємствам \| 5,9% \| 6,1% \| \| Послуги фізичним особам \| 20,8% \| 17,1% \| \| Нерухомість та ін. \| 27,7% \| 28% \| \| Усього підприємств \| 101 \| 82 \| |         |         |
| Підприємства міста, що працюють у сфері послуг, за діяльністю |         |         |
| Рік | 2002 р. | 2001 р. |
| Гуртова торгівля | 8,9%    | 6,1%    |
| Готелі та готельний бізнес | 14,9%   | 19,5%   |
| Транспорт та зв'язок | 19,8%   | 20,7%   |
| Посередницькі фінансові послуги | 2%      | 2,4%    |
| Послуги підприємствам | 5,9%    | 6,1%    |
| Послуги фізичним особам | 20,8%   | 17,1%   |
| Нерухомість та ін. | 27,7%   | 28%     |
| Усього підприємств | 101     | 82      |

## Житловий фонд
У 2001 р. 3,5% усіх родин (домогосподарств) мали житло метражем до 59 м2, 22,1% - від 60 до 89 м2, 35,1% - від 90 до 119 м2 і
39,4% - понад 120 м2.

З усіх будівель у 2001 р. 30,4% було одноповерховими, 63,6% - двоповерховими, 5,9
% - триповерховими, 0,1% - чотириповерховими, 0% - п'ятиповерховими, 0% - шестиповерховими,
0% - семиповерховими, 0% - з вісьмома та більше поверхами.

## Автопарк
| \| Автомобілі, зареєстровані у місті, за призначенням \| Автомобілі, зареєстровані у місті, за призначенням \| Автомобілі, зареєстровані у місті, за призначенням \| \| Рік \| 2006 р. \| 2005 р. \| \| -------------------------------------------------- \| -------------------------------------------------- \| -------------------------------------------------- \| \| Приватні автомобілі \| 70,7% \| 71,3% \| \| Мотоцикли \| 10,4% \| 9,9% \| \| Вантажівки \| 15,9% \| 15,7% \| \| Трактори \| 0,2% \| 0,2% \| \| Автобуси та ін. \| 2,9% \| 2,9% \| \| Усього автомобілів \| 2.596 шт. \| 2.414 шт. \| |           |           |
| Автомобілі, зареєстровані у місті, за призначенням |           |           |
| Рік | 2006 р.   | 2005 р.   |
| Приватні автомобілі | 70,7%     | 71,3%     |
| Мотоцикли | 10,4%     | 9,9%      |
| Вантажівки | 15,9%     | 15,7%     |
| Трактори | 0,2%      | 0,2%      |
| Автобуси та ін. | 2,9%      | 2,9%      |
| Усього автомобілів | 2.596 шт. | 2.414 шт. |

## Вживання каталанської мови
У 2001 р. каталанську мову у місті розуміли 98,4% усього населення (у 1996 р. - 98,2%), вміли говорити нею 83,1% (у 1996 р. - 
84,6%), вміли читати 83,9% (у 1996 р. - 81,1%), вміли писати 57,1
% (у 1996 р. - 51,6%). Не розуміли каталанської мови 1,6%.

## Політичні уподобання
У виборах до Парламенту Каталонії у 2006 р. взяло участь 1.546 осіб (у 2003 р. - 1.407 осіб). Голоси за політичні сили розподілилися таким чином:
| \| Вибори до Парламенту Каталонії \| Вибори до Парламенту Каталонії \| Вибори до Парламенту Каталонії \| \| Рік \| 2006 р. \| 2003 р. \| \| -------------------------------------- \| ------------------------------ \| ------------------------------ \| \| Конвергенція та Єднання (CiU) \| 36,3% \| 32,3% \| \| Соціалістична партія Каталонії (PSC) \| 21,2% \| 25,6% \| \| Народна партія (PP) \| 10,9% \| 12,1% \| \| Ініціатива за Каталонію — Зелені (ICV) \| 9,8% \| 7,4% \| \| Республіканська лівиця Каталонії (ERC) \| 17,2% \| 22% \| \| Громадяни — Громадянська партія (C's) \| 2,7% \| 0% \| \| Інші \| 1,9% \| 0,6% \| |         |         |
| Вибори до Парламенту Каталонії |         |         |
| Рік | 2006 р. | 2003 р. |
| Конвергенція та Єднання (CiU) | 36,3%   | 32,3%   |
| Соціалістична партія Каталонії (PSC) | 21,2%   | 25,6%   |
| Народна партія (PP) | 10,9%   | 12,1%   |
| Ініціатива за Каталонію — Зелені (ICV) | 9,8%    | 7,4%    |
| Республіканська лівиця Каталонії (ERC) | 17,2%   | 22%     |
| Громадяни — Громадянська партія (C's) | 2,7%    | 0%      |
| Інші | 1,9%    | 0,6%    |

У муніципальних виборах у 2007 р. взяло участь 1.618 осіб (у 2003 р. - 1.584 особи). Голоси за політичні сили розподілилися таким чином:
| \| Муніципальні вибори \| Муніципальні вибори \| Муніципальні вибори \| \| Рік \| 2007 р. \| 2003 р. \| \| -------------------------------------- \| ------------------- \| ------------------- \| \| Конвергенція та Єднання (CiU) \| 13,7% \| 15,8% \| \| Соціалістична партія Каталонії (PSC) \| 42,6% \| 43,2% \| \| Народна партія (PP) \| 6,4% \| 4,3% \| \| Ініціатива за Каталонію — Зелені (ICV) \| 27,4% \| 26,5% \| \| Республіканська лівиця Каталонії (ERC) \| 9,9% \| 10,1% \| \| Громадяни — Громадянська партія (C's) \| 0% \| 0% \| \| Інші \| 0% \| 0% \| |         |         |
| Муніципальні вибори |         |         |
| Рік | 2007 р. | 2003 р. |
| Конвергенція та Єднання (CiU) | 13,7%   | 15,8%   |
| Соціалістична партія Каталонії (PSC) | 42,6%   | 43,2%   |
| Народна партія (PP) | 6,4%    | 4,3%    |
| Ініціатива за Каталонію — Зелені (ICV) | 27,4%   | 26,5%   |
| Республіканська лівиця Каталонії (ERC) | 9,9%    | 10,1%   |
| Громадяни — Громадянська партія (C's) | 0%      | 0%      |
| Інші | 0%      | 0%      |